# 张集镇 (太康县)
张集镇，是中华人民共和国河南省周口市太康县下辖的一个乡镇级行政单位。

## 行政区划
张集镇下辖以下地区：
蔡集村、张集村、刘庄村、背座堂村、李庄村、夏楼村、宋庄村、张楼村、冉庄村、田古堆村、朱港村、韩庄村、冯庄村、前高村、温良村、曹楼村、马才元村、大崔村、张庄村、梁庄村、蒋堂村、王楼村、王庄寨村、赵堂村和葛楼村。